# 拉特內區

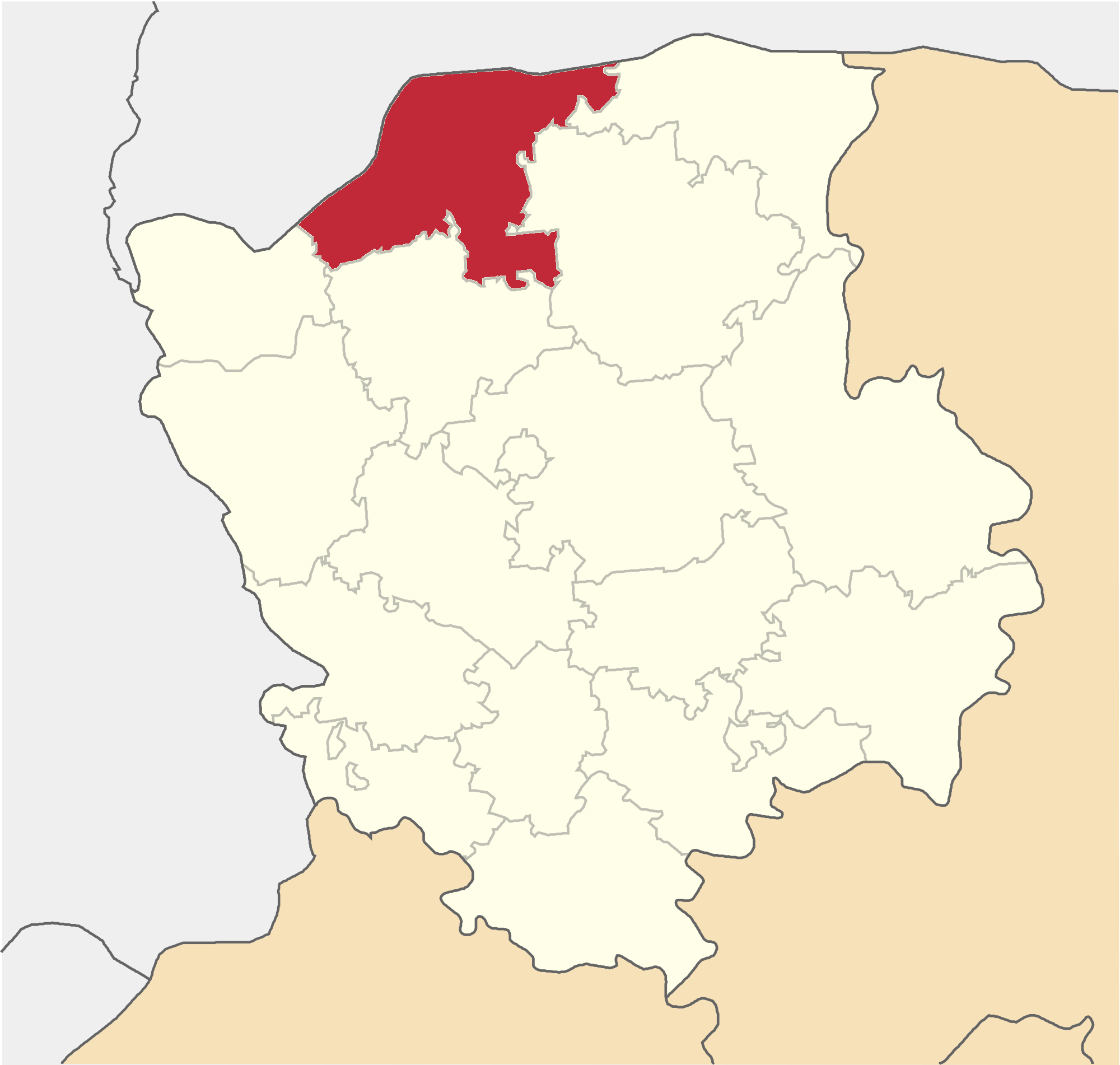
撤销前拉特內區在沃倫州的位置

51°40′N 24°30′E / 51.667°N 24.500°E
拉特內區（烏克蘭語：Ратнівський район）曾是烏克蘭西部沃倫州的一個區，首府設於拉特內；原面積1,437平方公里，2015年人口52,207人，人口密度每平方公里36人。该区在2020年7月18日的乌克兰行政区划改革中被撤销，改革后沃伦州下分为4个区，其中拉特內區合并至科韋利區。